# Chiesa di San Romolo in Piazza
L'antica chiesa di San Romolo in Piazza si trovava in Piazza della Signoria a Firenze e fu distrutta nel Settecento.

## Storia
Il culto del santo si diffuse con la traslazione delle reliquie dalla vecchia cattedrale di Fiesole a quella nuova, nel 1028, e la prima menzione della chiesa risale a poco dopo, nel 1060, e poi viene citata di nuovo nel 1075 e nel 1089. Detta anche "degli Uberti", che ne avevano il patronato, fu privata di alcune dotazioni (case, un cimitero e una bottega) all'epoca di Gualtieri di Brienne, duca d'Atene, per ingrandire piazza della Signoria. Nel 1349 fu demolita l'antica chiesa e ricostruita nel 1356 a lato della piazza, su progetto, secondo Vasari, di Agnolo Gaddi.
La chiesa venne soppressa nel 1769 e ridotta a civili abitazioni.
Nel 1786 venne distrutta per la costruzione dell'odierno palazzo Bombicci ed è ricordata da una targa che si trova quasi in angolo con via dei Calzaiuoli:
cui venivano a offerta i collegi

erigeva il popolo nel decimo secolo un tempio

qui dove sorgono le case

di Francesco di Piero Bombicci

edificate l'anno MDCCLXXXVI.»

## Descrizione
Un dipinto della metà del Settecento di Bernardo Bellotto con una veduta di piazza della Signoria ci mostra come doveva apparire all'epoca, con un portale in stile tardo rinascimentale al culmine di una scalinata e tre finestroni con timpano sulla facciata.
Era divisa in tre navata e ricca di opere d'arte e memorie sepolcrali. L'altare maggiore era decorato da una tavola di Neri di Bicci, mentre il portale era opera di Bernardo del Tasso.
La torre campanaria aveva una campana benedetta da sant'Andrea Corsini, come ricordava l'iscrizione sulla campana stessa, e il campanile era decorato dalle armi della Repubblica e del Popolo, con una meridiana marmorea che oggi si vede sul lato nord della piazza.